# Castelfranco Veneto
Castelfranco Veneto (beneško Castèo) je mesto in občina v Benečiji v severni Italiji v pokrajini Treviso, 30 km po železnici iz mesta Trevisa ali približno 40 km od celinskega dela Benetk.

## Zgodovina
Mesto je nastalo ob gradu, ki ga je zgradila skupnost Treviso med vojno proti Padovi (1195). Leta 1246 ga je zasegel Ezzelino IV. da Romano, po njegovi smrti leta 1259 pa je bil vrnjen Trevisu. Leta 1329 ga je pridobil Cangrande I. della Scala, gospodar v Veroni. Deset let pozneje je skupaj s Trevisom pripadel Beneški republiki in bil njen del do leta 1797. Nato je bil del Benečije.

## Znamenitosti
Starejši del mesta je trg, obdan z obzidjem in stolpi, ki so ga prebivalci Trevisa zgradili leta 1211 (glej Citadela Padova). Za
Castelfranco je najbolj značilen grad z zgodovinskim središčem. Zelo visoki zidovi iz rdeče opeke imajo šest stolpov, štirje so na vogalih kvadrata s stranico 232 metrov pri dnu stranice, eden je na južni strani (proti Padovi), preoblikovan je v cerkveni zvonik, drugi pa je na vzhodu (proti Trevisu). Od starodavne oblike se je ohranila javna knjižnica skupaj s sedmimi stolpi. Zadnji, srednji proti zahodu je bil podrt.
V Castelfrancu se je rodil slikar Giorgione. V stolnici (1723) je eno njegovih najboljših del Marija s svetim Frančiškom in Liberalisom (1504), vendar jo pogosteje imenujemo Pala del Giorgione. V ozadju je mogoče videti stolpe starega mestnega jedra. Slika je bila obnovljena v Benetkah. Ob njeni vrnitvi ob koncu leta 2005 so bile velike slovesnosti.
Cerkev svete Marije vnebovzete in svetega Liberalisa je oblikoval Francesco Maria Preti v neoklasicističnem slogu kot starodavno romansko cerkev. Ima glavno in dve stranski ladji ter transept. V kapeli na levi strani prezbiterija je znana Giorgionejeva Pala di Castelfranco. V njej je tudi sedem fragmentov fresk Paola Veroneseja.

## Pobratena mesta
- Guelph, Kanada